# Liste des personnages du cycle arthurien
« Le Chevalier rouge » redirige ici. Pour les autres significations, voir Chevalier rouge.
Cette liste recense des personnages légendaires qui apparaissent dans divers ouvrages appartenant au « cycle arthurien ». Elle ne comprend pas les Chevaliers de la Table ronde, qui sont répertoriés dans l'article Liste des Chevaliers de la Table ronde. Elle ne contient pas non plus les rois légendaires de l'île de Bretagne, qui sont listés dans l'article Liste des rois légendaires de l'île de Bretagne.
Il s'agit de personnages secondaires ; les principaux protagonistes du mythe, tels le roi Arthur ou Merlin, font l'objet d'articles détaillés.

## Angharad
Angharad aux Mains d’Or (Angharad Law Eurawc) est, dans le texte gallois Peredur, la bien-aîmée du chevalier. Celui-ci tombe éperdument amoureux de la demoiselle après l'avoir rencontrée  à Caerleon. Peredur jure de ne parler à aucun chrétien tant qu'Angharad ne lui aura pas déclaré son amour. Pour cette raison, on l'appelle « le chevalier muet ». Angharad est la sœur de Guenièvre dans la pièce The Misfortunes of Arthur de Thomas Hughes (XVIe siècle). Dans la série télévisée Kaamelott, elle est gouvernante et la suivante de la reine. Angharad est un prénom gallois qui signifie « plus aimée ».

## Anna
Anna de Tintagel est, d'après les textes les plus anciens, l'unique sœur du roi Arthur, fille d'Ygerne et d'Uther Pendragon. Epouse du roi Lot, elle est la mère de Gauvain et de Mordred dans l'Historia regum Britanniae de Geoffroy de Monmouth. Par la suite, elle est éclipsée au profit du personnage de Morgause.
Le nom d'Anna est peut-être issu de la déesse irlandaise Dana ou Anu, la déesse Mère primordiale des Tuatha Dé Danann.

## Antor
Antor ou Ector est le père du sénéchal  Keu et le père adoptif du roi Arthur. Selon les auteurs et les époques, il est aussi connu sous les noms d'Entor, Auctor,, Hector, Ectorius ou Anton. C'est un chevalier ou un baron selon les sources, vassal ou vavasseur du roi Uther Pendragon.

### Contexte littéraire
Le personnage d'Antor apparaît pour la première fois au début du XIIIe siècle dans le roman Merlin de Robert de Boron,. Il ne figure ni chez Geoffroy de Monmouth, ni chez Chrétien de Troyes. On le retrouve ensuite dans le Lancelot-Graal, ainsi que dans des adaptations ultérieures telles que la Post-Vulgate et Le Morte d'Arthur de Malory.
Le personnage créé par Robert de Boron s'appelle Antor (ou bien Auctor ou Entor selon les manuscrits,). Il porte ce même nom dans la plupart des ouvrages ultérieurs en langue romane ou française. Le nom « Antor » pourrait être une possible corruption du nom « Arthur » étant donné la tradition littéraire de donner au fils le prénom de son père adoptif, comme par exemple  Gawain dans De Ortu Waluuanii (en) (XIIe ou XIIIe siècle).
Thomas Malory dans Le Morte d'Arthur (XVe siècle) le nomme « sir Ector ». À partir de là, ce nom est couramment employé dans la littérature anglaise, comme chez Howard Pyle (The Story of King Arthur and His Knights, 1903). Mais dans le cycle arthurien anglophone, sir Ector est également le nom utilisé pour désigner Hector des Mares (Ector de Maris), le frère de Lancelot du Lac.
Cependant, Alfred Tennyson, dans son poème The Coming of Arthur, extrait du recueil Idylls of the King (XIXe siècle), lui donne le nom d'Anton.
Dans la version anglaise du poème Guinglain ou le Bel Inconnu de Renaud de Beaujeu (XIIe siècle), le « comte Antor » est aussi le nom donné au père de Violette, une jeune fille prisonnière des Géants.
Dans certains textes gallois comme Culhwch ac Olwen ou les Triades, le père de Cai s'appelle Cynyr Ceinfarfog (en) (« Cynyr barbe blonde »). Il n'est pas dit que celui-ci aurait élevé Arthur.

### Histoire
Dans Merlin et dans les œuvres postérieures, Merlin fait promettre à Uter-Pendragon de lui remettre le fils né de ses amours avec Ygierne, afin qu'il grandisse loin de la cour et de ses intrigues. L'enchanteur recueille Arthur dès sa naissance et le remet au chevalier Antor, de sang noble et de grande puissance, chargé de l'élever comme son propre fils. Merlin ne lui révèle pas la véritable identité du garçon. Dans Le Morte d'Arthur, au contraire, Uther Pendragon rencontre sir Ector avant la naissance d'Arthur, et accepte de lui confier l'éducation de son fils.
Antor élève l'enfant avec son fils du même âge, Keu. Il le fait baptiser et lui donne le nom d'Artus, sur les conseils de Merlin. Robert de Boron écrit : « Et Antor ignorait qui il aimait le plus, Arthur ou son propre fils ». Antor confie le nouveau-né à sa femme pour l'allaitement. Ainsi, Keu est privé du lait maternel, et doit se contenter de celui d'une nourrice étrangère. Cet épisode sert souvent de justification au mauvais caractère de Keu.
Le fait qu'Arthur soit élevé par la famille d'Anton, plutôt que par ses propres parents, s'apparente à la tradition du fosterage. Celle-ci consiste à confier l'éducation de son enfant à un tiers, généralement un membre de la famille (un oncle) ou un allié (vassal ou suzerain). C'est une pratique courante dans le monde celte. On en trouve notamment la trace dans les textes gallois ou irlandais (Culhwch ac Olwen, Mabinogi de Pwyll, Táin Bó Cúailnge). Cependant, ces enfants ne sont généralement pas éloignés de leurs parents dès la naissance, comme c'est le cas pour Arthur, mais plutôt vers l'âge de six ou sept ans.
Quand Keu est assez âgé pour être fait chevalier, le jeune pupille d'Antor lui sert d'écuyer. Antor, Keu et Arthur se rendent à Londres pour les fêtes de Noël. Keu, ayant oublié son épée en son hôtel, ordonne à Arthur d'aller la lui chercher. Ce dernier, ne la trouvant pas, retire celle qui est plantée dans le rocher et qui doit désigner le roi des Bretons. Keu prétend être l'auteur de ce miracle, mais Antor ne le croit pas. Après que Keu lui ai avoué la vérité, Antor « prend immédiatement des mesures pour qu’Arthur soit reconnu roi, après avoir obtenu de lui la promesse qu’il gardera toujours auprès de lui son frère de lait Kay comme sénéchal ». Antor et Keu sont les premiers partisans d'Arthur et, quand celui-ci devient roi, ils participent tous deux à ses côtés dans les guerres contre les rois rebelles et contre les Saxons,.
Dans l'Historia regum Britanniae, Antor n'existe pas. Arthur est élevé par Uter et Ygerne, et succède à son père à l'âge de 15 ans, sans contestation.
Dans son cycle romanesque La Quête du Roi Arthur, T. H. White situe les terres d'Antor dans la « forêt sauvage ». Dans le Cycle de Pendragon de Stephen R. Lawhead, Ector/Ectorius est roi de Caer Edyn, lieu correspondant à l'actuelle Édimbourg.

### Autres médias
- Dans le film d'animation Merlin l'Enchanteur de Walt Disney en 1963, inspiré du roman L'Épée dans la pierre de T. H. White[23], Sire Hector se conduit durement envers Arthur, qu'il surnomme Moustique, le traitant davantage comme un serviteur, au bénéfice de son fils Kay, et se méfie de Merlin. Sebastian Cabot dans la version originale, et Claude Bertrand dans la version française, lui prêtent leur voix[24].
- Dans le film des Monty Python de 1975, Monty Python : Sacré Graal !, Sir Ector est nommé comme l'un des chevaliers tués par le lapin de Caerbannog (à moins qu'il ne s'agisse d'Hector des Mares).
- Dans le film Excalibur de John Boorman en 1981, Sir Ector est interprété par l'acteur Clive Swift[25].
- Dans Kaamelott (Livre V, épisode 45 en 2007), Anton est interprété par Guy Bedos[26]. Ici, Keu n'est ni un chevalier ni le sénéchal d'Arthur.
- Dans la série télévisée de 2011 Camelot, Sir Ector est interprété par l'acteur Sean Pertwee[27].
- Dans Cursed : La Rebelle (2020), Peter Guinness est l'acteur qui joue Sir Ector.

## Audhild
Audhild (également connue sous le nom de Aude dans certaines versions de l'histoire) est un personnage mineur dans la légende médiévale de Tristan et Iseut. Elle est la fille du duc Hoël de Bretagne et la sœur de Kahedin, un ami et compagnon d'armes de Tristan. Dans certaines versions de l'histoire, Audhild est également présentée comme la femme de Tristan, qui l'aurait épousée après la mort d'Iseut. Cependant, cette version de l'histoire est rare et peu fiable.

## Audret
Audret, Andret, Andred ou Antret, est le neveu du roi Marc de Cornouaille et un cousin de Tristan. Il est décrit, dans les textes tristaniens, comme un chevalier poltron et un délateur.

## Avenable
Avenable, dans la Post-Vulgate, est la fille d’un duc d’Allemagne, qui servit comme écuyère sous un habit d’homme, sous le nom de Grisandole (ou Grisendole). Puisqu'elle était grande et membrue, comme elle avait accompli maintes prouesses, l’empereur l’arma chevalier, puis elle devint son sénéchal. Comme pour Silence (voir plus bas), Merlin révèle sa véritable identité,.

## Blanchefleur
Blanchefleur de Beaurepaire est la nièce de Gornemant de Goort dans le roman Perceval ou le conte du Graal de Chrétien de Troyes. Sa ville est assiégée par Anguiguerron, le sénéchal de Clamadeu des Îles. Elle épouse Perceval après que celui-ci a défendu avec succès sa ville contre les assaillants.
Dans la légende de Tristan et Iseut, Blanchefleur (ou Bleunwenn) est la sœur du roi Marc de Cornouailles, l'épouse du roi Rivalen de Loonois et la mère de Tristan, comme dans Tristrant, poème allemand d'Eilhart von Oberg (XIIe siècle), où elle est nommée Blantzeflur. Blanchefleur meurt en mettant au monde Tristan.
Dans d'autres versions, Blanchefleur est la fille du roi Rivalen et la sœur de Kahedin. Tristan est envoyé en ambassade pour demander la main de Blanchefleur au nom de son oncle, le roi Marc de Cornouailles. Cependant, Tristan et Blanchefleur tombent amoureux l'un de l'autre et décident de se marier. Cependant, leur bonheur est de courte durée car Blanchefleur tombe gravement malade et meurt peu de temps après leur mariage. Tristan est si éploré par sa mort qu'il tombe lui-même gravement malade. L'histoire de Blanchefleur et Tristan est considérée comme un prélude à l'histoire d'amour légendaire de Tristan et Iseut.

## Brangien

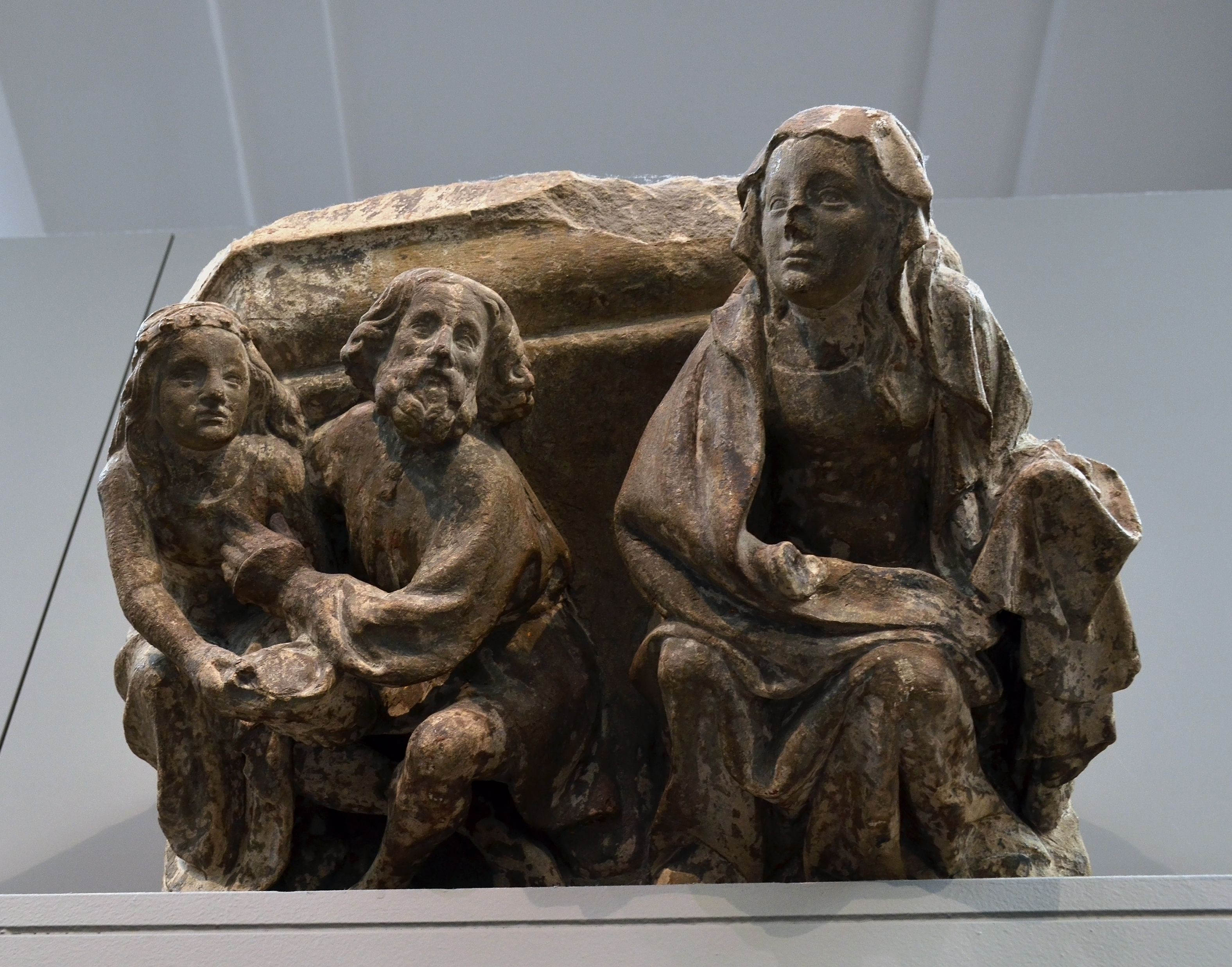
Sculpture de Tristan, Iseut et Brangien sur une console de l'hôtel de ville de Bruges (XIVe siècle).

Brangien, Brengien ou Brangain, originaire d'Irlande, est la nourrice et la suivante d'Iseult la Blonde. D'une fidélité exemplaire, elle est prête à tout pour préserver l'honneur de sa dame. Par erreur, elle donne à Tristan le philtre d'amour destiné au roi Marc. Elle prend la place de sa maîtresse dans le lit de noce du roi et facilite les rencontres entre les amants. Elle est l'amante de Kaherdin, le frère d'Iseut aux Blanches Mains.
Selon Rachel Bromwich, son nom proviendrait de celui de Branwen, la sœur de Bran le Béni dans la deuxième branche du Mabinogi.
Ce personnage est apparu très tôt dans le processus de transmission de la légende, puisqu'il est présent dans les versions de Tristan et Iseut de Thomas d'Angleterre et de Béroul. Son importance dépasse la modeste qualification de nourrice ou suivante, comme on le reconnait dans la sculpture de l'hotel de ville de Bruges, où par sa grandeur elle apparait comme personnage principal. Zrinka Stahuljak, dans son livre Les Fixeurs au Moyen Age, met en avant son agentivité. C'est par elle que les situations se transforment : un philtre devient un poison, des trahisons, des amours, des actions se réalisent. La sculpture de Bruges montre un groupe en fuite, donc en mouvement, et s'appuyant sur elle. Son histoire montre qu'il existait au Moyen Age une réflexion sur les personnes capables de faire bouger les lignes, ayant une capacité à arranger une situation dangereuse. Elle le relie aux fonctions modernes du fixeuse, personnage plus ou moins trouble, dont le rôle est d'arranger la réalisation d'une présence occidentale en terrain plus ou moins hostile. Mais il n'y a pas dans le personnage de Brangien de fonction de traduction. -.

## Brangoire
Brangoire, Brangor ou Brandegoris, est le roi d'un château en Bretagne appelé Brandigan, mentionné dans Lancelot ou le Chevalier de la charrette. Sa fille, simplement appelée « la fille du roi Brangoire », séduit Bohort l'Exilé, avec qui elle a un fils, le chevalier Hélain le Blanc.

## Bretel
Bretel ou Brithael est le serviteur du duc Gorlois de Cornouailles lors de ses premières apparitions dans la légende arthurienne. Merlin prend l’apparence de Bretel pour conduire Uther Pendragon dans le lit d'Ygerne. Bretel est plus tard mentionné en tant que vassal d'Uther, puis proche d'Arthur. Toutes les mentions de ce personnages sont associées à celles d'Ulfin Ridcaradoc.

## Brisène
Brisène (Anglais : Brison) est la suivante, après avoir été sa nourrice, d'Élaine de Corbenic, fille du roi Pellès, elle-même follement éprise de Lancelot. C'est aussi une magicienne douée d'un don de prémonition par lequel elle a connaissance du destin d'exception promis au fils d'Élaine : le futur Galaad, l'Élu du Graal. C'est sur la demande et avec la complicité de son père, qu'elle attire Lancelot dans la chambre d'Élaine en lui faisant croire qu'il s'agit de Guenièvre, à l'aide d'un enchantement.
« Dame Brisène dit au Roi Pellès : “je ferai en sorte qu'il couche avec votre fille Elaine et qu'il pensera coucher avec la Reine Guenièvre”. Alors un homme lui apporta un anneau de la part de la Reine Guenièvre, semblable à ceux qu'il lui avait déjà vu porter et lorsqu'il le vit, il se sentit plus heureux que jamais. Mais lorsqu'il découvrit la supercherie Lancelot faillit tuer Elaine. »
La légende dit aussi que Guenièvre, déçue et furieuse d'avoir été remplacée par une autre, bannit Lancelot et Élaine. Ce n'est qu'alors que Lancelot réalise avoir été dupé (c'est du moins ce qu'il prétend). Il est meurtri par l'attitude de Guenièvre à un point tel qu'il s'évanouit et en perd la raison : vêtu seulement d'une chemise il saute par la fenêtre et va se réfugier dans la forêt, où durant deux ans, il survivra en chassant et en se nourrissant de baies. Même les chevaliers de la Table Ronde, partis à la recherche de leur compagnon, s'avèrent incapables de le reconnaître dans l'homme revenu à l'état sauvage qu'il est devenu. Seule Élaine qui le trouve un jour endormi au bord d'un ruisseau le reconnaît et en informe aussitôt son père, le gardien du Graal, par la vertu duquel Lancelot finit par recouvrer la raison.
Dans Le Morte d'Arthur de Thomas Malory (XVe siècle), Brisène n'a pas de pouvoirs magiques. Elle se contente de mener Lancelot dans l'obscurité jusqu'au lit d'Élaine en lui faisant croire qu'il s'agit de Guenièvre.

## Celle-qui-jamais-ne-mentit
Le nom de ce personnage est dû à son mutisme de naissance. Lorsque Perceval arriva à la cour du Roi Arthur, pour la première fois, elle le salua en riant, trouvant miraculeusement la parole qu’elle n’avait jamais eue. Ce brusque changement provoqua le courroux de Keu qui la gifla violemment. Perceval la vengea de cet outrage plus tard.
Celle-qui-jamais-ne-mentit accompagna les trois chevaliers vainqueurs du Graal pendant une bonne partie de leur périple, notamment sur la Nef merveilleuse où elle remit à Galaad les renges qui manquaient à son épée, qu'elle avait fabriquée avec ses propres cheveux.
Elle sacrifia sa vie pour guérir une reine lépreuse, car seul son sang pouvait refermer ses plaies. Elle mourut après en avoir enduit le corps de la reine, et selon sa volonté Galaad, Perceval et Bohort la déposèrent dans la Nef merveilleuse où elle demeurera à jamais.
Chez certains auteurs, Celle-qui-jamais-ne-mentit est la sœur de Perceval et l’épouse de Galaad.
Elle porte parfois le nom de « la Pucelle-qui-jamais-ne-mentit ».

## Chevalier des Fées
Le Chevalier des Fées est un personnage évoqué par l'écrivain anglais Richard Johnson (1573 – 1659 ?). Il est le fils illégitime de Tom a'Lincoln, lui-même enfant bâtard du roi Arthur, et de la reine des fées, Caelia. Il a hérité de certains talents magique de sa mère et rencontre le chevalier noir, qui n'est autre que son demi-frère. C'est ensemble qu'ils vivront la plupart de leurs aventures.

## Chevalier Noir
Le Chevalier Noir est un personnage du poème du XVIe siècle La Reine des fées d'Edmund Spenser. Il est le fils illégitime de Tom a'Lincoln, lui-même enfant bâtard du roi Arthur. Il est le demi-frère du chevalier des Fées, avec qui il partagera ses aventures après leur rencontre.
Le Chevalier noir est aussi le nom d'un personnage du film Monty Python : Sacré Graal !

## Chevalier Rouge
Le Chevalier Rouge, Chevalier Roux, Chevalier Vermeil ou Chevalier Écarlate (dans Le Morte d'Arthur) est un nom porté par plusieurs personnages du cycle, identifiés uniquement par la couleur de leurs armes ou par leur rousseur. On rencontre le Chevalier Vermeil dans Perceval ou le Conte du Graal de Chrétien de Troyes. Il vole une coupe au roi Arthur et est tué par Perceval, qui prend ensuite son armure et se fait passer pour lui.
Le Chevalier Vermeil est le nom donné au champion de la dame de Malehaut dans Les Romans de la Table ronde, Lancelot du lac de Paulin Paris.
Dans le Parzival de Wolfram von Eschenbach, le Chevalier Rouge est présenté sous le personnage d'Ither, comme un cousin d'Arthur et de Perceval. Dans Méliador de Jean Froissart, le chevalier rouge est le surnom donné à un certain Agamanor.

## Clarissant
Clarissant est la sœur de Gauvain dans Perceval ou le Conte du Graal de Chrétien de Troyes. Lorsque Gauvain la rencontre dans le Château des Dames, avec la reine Ygerne et Morgause (ou Anna), sa mère, il ne les reconnait pas. Le chevalier Guiromelant, qui révèle leur identité, demande à Gauvain la main de Clarissant.

## Claudas

Blason imaginaire de Claudas
(D’azur à un pin d’or).

Claudas est le roi de la Terre Déserte, voisin et ennemi juré des deux frères Ban de Bénoïc et Bohort, mais aussi l'un des antagonistes d'Uther Pendragon et du jeune roi Arthur. Apparu d'abord dans le roman Perlesvaus et dans la seconde continuation de Perceval ou le conte du Graal de Chrétien de Troyes, il joue un rôle majeur dans le Lancelot-Graal et dans  la vulgate Merlin.
Claudas s'empare des pays de Benoic (Bénoïc) et de Gaunes, royaumes respectifs des deux frères Ban et Bohort et enlève les deux fils de Bohort, Lionel et Bohort l'Essillié. Ce n'est que bien plus tard, à l'occasion de l'enlèvement d'un cousin de Guenièvre par Claudas, que les deux fils du roi Bohort récupèrent ces terres avec l'aide d'Arthur. Le roi Claudas vaincu et vieillissant est ensuite envoyé à Rome en disgrâce.
Le personnage de Claudas pourrait avoir été inspiré par l'Empereur de Rome Claude ou encore par les rois Francs Clodion le Chevelu et Clovis. En effet, outre la ressemblance phonétique, les conquêtes territoriales de Claudas sont assez semblables à celles de Clovis.
Dans Perlesvaus, Claudas est l'oncle du chevalier Méliant de Lis.
D'autres personnages de la légende arthurienne portent le nom de Claudas. L'un est un chevalier qui annonce à la cour d'Arthur les exploits de Guinglain, le fils de Gauvain. Claudas de Zélande est un ennemi de Gauvain dans le roman de Girart d'Amiens. Un certain Claudias est un ennemi du roi Léodagan dans le poème d'Alfred Tennyson.

### Claudin
Selon la légende, un fils de Claudas nommé Claudin, serait devenu un chevalier plein de vertu et aurait été parmi les huit autres chevaliers à rejoindre Bohort l'Essillié, Perceval et Galaad dans l'achèvement de la quête du Graal.

## Colgrin
Colgrin ou Colgrim est un des chefs saxons, frère de Baldulph et cousin d'Octa, dont il prend la succession après son décès. Il tue Uther Pendragon en empoisonnant la source de son château. Plus tard, il attaque le roi Arthur avant d'être mis en déroute avec son armée et est tué par les Chevaliers de la Table Ronde.

## Dandrane
Dandrane est la sœur de Perceval.

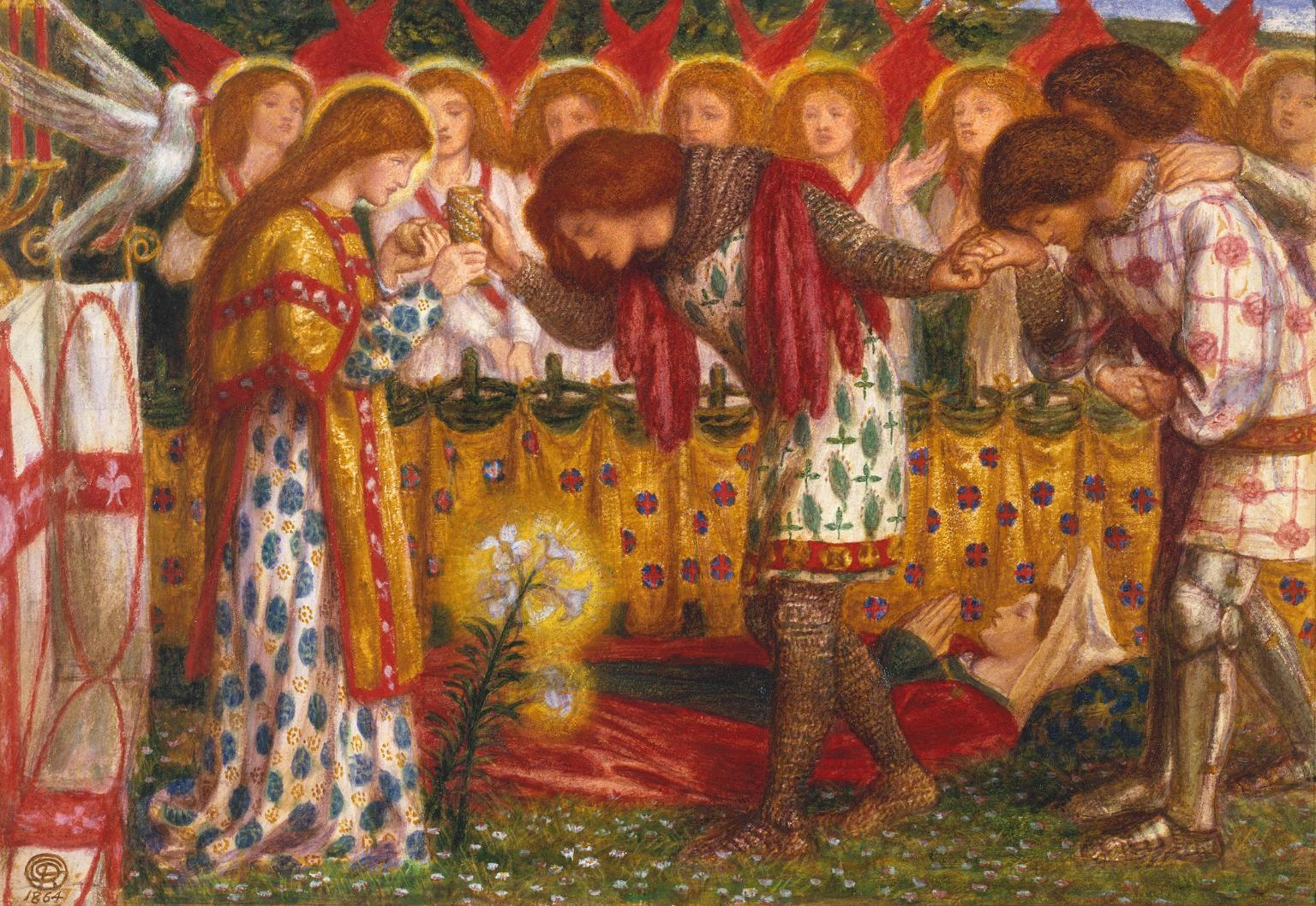
Tableau peint par Dante Gabriel Rossetti représentant Dandrane morte (1864).

Connue pour avoir eu en sa possession le Saint-Graal, elle aida activement son frère dans sa quête en rendant possible l'acheminement des trois élus, l'accès à Sarras et retrouve dans la mort son chevalier servant Galaad.
- Dans le Perlesvaus ou Haut Livre du Graal : Dandrane est la fille d'Alain le large et d'Yglais[47]. Elle informe son frère du danger qui guette sa maison. Le père de Perceval meurt au combat pendant l’absence de celui-ci. Sa mère perd alors toutes ses riches possessions. En tant que veuve-dame, elle est menacée de  perdre ses châteaux jusqu'au dernier, c’est pourquoi elle envoie sa fille Dandrane à la recherche de son frère, qui lui seul peut les sauver. Après des recherches infructueuses elle part à la cour du roi pour lui demander de l'aide. Puis, sur le conseil d'un ermite, elle part à la recherche du Saint-Suaire au cimetière Périlleux et en rapporte un morceau chez elle pour leur porter chance[48].

- Dans La Quête du Saint Graal de 1230 : Lancelot, plutôt que de désespérer, décide d’attendre le secours de Dieu qui vient dès la première nuit : comme une voix le lui ordonne, il monte dans le bateau qui porte le corps de la sœur de Perceval et qui le conduira au château du Graal. Cette dernière aventure se situe donc après l’ensemble des épisodes où les trois élus sont guidés par la sœur de Perceval, série d’épisodes qui s’achève avec la mort de celle-ci au château de la lépreuse[49],[50].

## Do
Le roi Do de Carduel est le père de Girflet, chevalier de la Table Ronde et écuyer du roi Arthur. Il est appelé Doson dans le Roman de Jaufré.
On ne sait pratiquement rien de ce personnage, mais on peut éventuellement y voir un parallèle étymologique avec la déesse galloise Dôn qui apparaît dans la quatrième branche du Mabinogi, « Math fils de Mathonwy », et dans le conte arthurien Culhwch ac Olwen. Dôn est notamment la mère de Gilfaethwy, assimilable à Girflet.

## Druon l'Hermitte
Druon est un ermite qui apparaît dans la Vie de saint Gildas de Caradoc de Llancarfan. Il est présenté comme un ami du roi Arthur et de ses chevaliers, et aide souvent ces derniers dans leurs aventures.

## Elaine
Élaine est le nom de plusieurs personnages de la légende arthurienne. Il est probablement dérivé du nom de la célèbre Hélène de la mythologie grecque. Dans la littérature arthurienne, on trouve aussi ce nom sous les formes Elayne, Elainne, Helaine, Helainne, Heleine, Ellan ou Aleine,.

### Aleine
Dans le Perceval de Didot, Aleine ou Élaine est :
- soit le nom donné à la fille du roi Lot, sœur de Gauvain ;
- soit le nom de la fille du roi Viautre de Galerot (ou Guarlerot), beau-frère d'Arthur, et la cousine de Gauvain.

Elle s'attache à Perceval lors de l'arrivée de celui-ci à la cour. Elle est mentionnée aussi dans le Tristan en prose.

### Élaine de Bénoic
La reine Élaine est l'épouse du roi Ban de Bénoïc et la mère du chevalier Lancelot du Lac. Elle serait une descendante du lignage du roi David. Elle est la fille de Galegantin et sa sœur, Evaine, est mariée au roi Bohort de Gaunes, le frère de Ban.
Le château du roi Ban de Bénoïc est sis au milieu d’un marais réputé imprenable, mais Claudas, le seigneur voisin, réussit à l’incendier. Ban de Bénoïc, accablé par le désastre, meurt de chagrin, laissant sa femme et son fils au bord du lac. Prise de pitié devant l’égarement de la reine éplorée, la fée Viviane se saisit de l’enfant et plonge dans le lac pour l’emmener en son palais.
Elaine est souvent désignée comme la « Reine aux Grandes Douleurs » après la mort de son époux et l’enlèvement de son fils.
Dans le manga Seven Deadly Sins, Elaine est la sainte qui gardait la fontaine de jouvence, sœur de King, qui finit par se marier avec Ban.

### Élaine de Corbenic
Dans la Post-Vulgate et chez Malory, Élaine ou Ellan de Corbenic est la fille de Pelleas ou Pellès, le Roi pêcheur, gardien du Saint Graal. Elle est  la jeune fille vierge qui porte le Graal lors de ses apparitions. Lorsque Lancelot arrive au château du Graal, il est victime d'un enchantement lancé par Brisène qui donne à la jeune femme l'apparence de la reine Guenièvre. Ils se connaissent alors charnellement durant la nuit et conçoivent Galaad. Après cela, Elaine n'a plus le droit de porter le Graal.

### Élaine (sœur d'Arthur)
Chez Malory, Élaine est aussi le nom de la fille de Gorlois (ou Goloët) de Tintagel, duc de Cornouailles, et de son épouse Ygerne. Elle est donc la sœur de la fée Morgane, de Morgause et la demi-sœur du roi Arthur. Elle épouse le roi Nentres de Garlot, avec qui elle a deux enfants : Galessin ou Calescalain, chevalier de la table ronde, et une fille également prénommée Élaine. La vulgate Merlin l'appelle Blasine.

### Élaine (nièce d'Arthur)
Fille de la précédente et donc nièce du roi Arthur, elle est amoureuse du chevalier Perceval.

### Eliezer
'Eliezer est un chevalier juif qui apparaît dans le Livre d'Artus. Il est présenté comme étant un allié du roi Arthur, et participe à plusieurs aventures avec les chevaliers de la Table Ronde.

## Énide
Énide est la fille de Lycorans et de Carsenefide et l'amante de Geraint (Érec), chevalier de la Table Ronde. Ils sont tous deux les héros du roman de Chrétien de Troyes Érec et Énide.
Enid est aussi le personnage d'un conte gallois, Gereint ac Enid, l'une des trois romances (Y Tair Rhamant), usuellement publiée avec les Mabinogion, depuis leur traduction en anglais par Lady Charlotte Guest.

## Évalac
Évalac (ou Avallac'h) est un personnage de la légende arthurienne, parfois identifié au Roi pêcheur ou au Roi blessé (en vieux français le Roi Méhaigné). Il apparaît, entre autres, dans La Queste del Saint Graal (XIIe siècle), la continuation de Perceval ou le Conte du Graal de Chrétien de Troyes par Gerbert de Montreuil (XIIIe siècle) ou Le Morte d'Arthur de Thomas Malory (XIVe siècle).
Evalac est le roi de Sarras en Palestine. Il surnommé « le Méconnu », parce qu’on ne sait rien de sa famille ni de sa patrie. Il est parfois qualifié d'ennemi des Sarrasins, parfois de sarrasin lui-même (Tristan en prose). Dans la Queste, il accueille Joseph d'Arimathie après son départ de Jérusalem. Chez Gerbert, il est rebaptisé Mordrain après sa conversion par Joseph. Pour s'être approché trop près du Graal, il est condamné à ce que ses blessures reçues au combat ne se referment jamais. Chez Malory, il est atteint de cécité.
Evalac apparaît ensuite dans l'histoire de la Quête du Graal sous la forme du roi infirme, que Perceval ne parvient pas à guérir de ses blessures chez Gerbert, contrairement à Galaad dans la Queste. Dans certains contes, le roi blessé et le Roi Pêcheur ne font qu'un. On leur donne souvent un autre nom qu'Evalac, dont Bron, Pelleas, Pellés ou Pellam.
Dans le Cycle de Pendragon (1987–1999), Stephen R. Lawhead fait d'Avallac'h le roi de Saras, en Atlantide, fils du roi Pellés, qui s'installe en Bretagne après avoir fui le cataclysme, pour y devenir Roi Pêcheur. Il est le père de Charis et Morgian et le grand-père de Merlin. Le lien phonétique entre Avallac'h et Avalon semble évident.
Alan Stivell nomme From Avallac'h  un des morceaux de son album The Mist of Avalon (1991).
Avallac'h est aussi le nom d'un elfe dans le roman La Dame du lac d'Andrzej Sapkowski (2011) et dans le jeu vidéo The Witcher 3: Wild Hunt qui en est adapté.

## Evrain
Dans le cycle arthurien, Evrain est un seigneur pourvu de nombreuses qualités régnant sur le royaume de Brandigan. Il est l'oncle de Maboagrain ou Mabonagrain.
Evrain apparaît dans le roman de Chrétien de Troyes, Érec et Énide, dans l'épisode de « La Joie de la cour ». Érec qui est en route pour rejoindre le roi Arthur en compagnie d'Énide et de son ami Guivret le Petit, arrive au château Brandigan, une puissante forteresse construite sur une île fortifiée et entourée d'une rivière profonde et bruyante, où tout pousse en abondance. Guivret avertit Érec que celui qui entre au château doit affronter l'aventure périlleuse de « La Joie de la cour » et que depuis sept ans nul n'y a survécu. Érec décide de tenter l'aventure ; le roi Evrain l'accueille avec une réception magnifique, tout en insistant sur les dangers de l'épreuve. Érec étant bien décidé, Evrain le conduit le lendemain à l'entrée d'un verger merveilleux entouré d'une muraille d'air, où règne un printemps éternel. Des pieux s'y dressent : sur chacun d'eux, est fichée une tête humaine couverte d'un heaume ; seul le dernier ne porte qu'un cor. Evrain explique à Erec que ce pieu attend une nouvelle tête, mais que, s’il surmonte l'épreuve, il devra annoncer sa victoire en sonnant du cor. Érec s’avance seul et doit affronter un chevalier d'une taille gigantesque. Le combat est rude mais Érec finit par le vaincre ; il oblige le vaincu à conter son histoire : Mabonagrain, neveu d'Evrain, par amour pour son amie, s'était engagé à combattre et tuer tous les chevaliers entrant dans le jardin merveilleux. La Joie de la Cour éclate et Érec prend congé d'Evrain.

## Fergus
Fergus est le fils de Soumilloit dans le Roman de Fergus.

## Florete
Florete, dans Floriant et Florete, est la fille de l’empereur de Constantinople et part à l'aventure avec son futur époux Floriant.

## Gorlois
Gorlois (aussi nommé Gorloët ou Gorlais) de Tintagel est le duc de Cornouailles et l'époux d'Ygerne, la mère du roi Arthur.
Uther Pendragon prend l'apparence du duc sous l'effet d'un enchantement de Merlin pour s'unir à Ygerne et concevoir le futur possesseur d'Excalibur. Gorlois aurait été tué au cours d'une sortie du château de Dimiloc où il s'était réfugié, assiégé par les troupes d'Uther.
Bien que ça ne soit pas dit explicitement dans les livres se rapportant au cycle arthurien, on peut supposer que le duc de Tintagel est le père de Morgause, de la fée Morgane et d'Élaine (sœur d'Arthur), qui sont les filles d'Ygraine. Dans le Livre de Caradoc, Cador est également le fils du duc de Cornouailles.

## Gornemant de Goort
Gornemant de Goort est le mentor de Perceval. Son nom est mentionné dans les tout premiers textes, mais il devient proéminent dans le roman Perceval ou le Conte du Graal de Chrétien de Troyes, où il inculque au jeune héros les codes de la chevalerie. Perceval apprend rapidement les arts du combat mais ne sait pas se comporter en vrai chevalier, ainsi Gornemant lui demande de cesser de poser trop de questions naïves, en espérant que le garçon paraitra à terme moins « campagnard » qu'il ne l'est. Ce conseil aura plus tard d'importantes conséquences quand Perceval, le prenant trop à cœur, se retiendra de demander conseil au Roi pêcheur au sujet du Graal.
Gornemant est l'oncle de Blanchefleur, future épouse de Perceval.
Ce personnage devient le fameux Gurnemanz dans l'opéra Parsifal de Richard Wagner, dans lequel il est un des principaux chevaliers du Saint-Graal.

## Guiromelant
Guiromelan ou Guiromelant est un chevalier rencontré par Gauvain au Gué Périlleux. Celui-ci est amoureux de Clarissant, sa sœur, et lui demande de lui donner un anneau en gage de son amour pour elle. C'est lui qui apprend à Gauvain l'identité des trois dames du Château des reines. Mais apprenant son identité, il le provoque en duel, car son père a été tué par le père de Gauvain.

## Iseut aux blanches mains
Iseut, Iseult ou Yseut aux blanches mains (ou la Blanche), la fille du duc Hoël et la sœur de Kaherdin, est la femme de Tristan, chevalier de la Table ronde. Elle est jalouse de l'amour que son mari porte à Iseut la Blonde. Lorsque Tristan, blessé à mort, appelle Iseut la Blonde à son secours, car elle est la seule capable de le guérir. Il est convenu que le bateau reviendra avec une voile blanche si elle accepte de le secourir. Iseut arrive alors dans un vaisseau à la voile blanche, mais l’épouse de Tristan, de colère et de jalousie, lui dit que la voile est noire. Se croyant abandonné par celle qu’il aime, il se laisse mourir. Iseut la Blonde, apprenant la mort de Tristan, se laisse mourir dans ses bras.

## Kahedin
Kahedin (également orthographié Kahedinus ou Kahedinus de Hauterive) est un personnage mineur dans la légende médiévale de Tristan et Iseut. Il est le neveu du roi Marc'h (Marc de Cornouailles) et le fils du duc Hoël de Bretagne. Kahedin est souvent présenté comme un ami et compagnon d'armes de Tristan. Dans certaines versions de l'histoire, il participe à la quête du Sanglier de Cornwall avec Tristan, et il est également impliqué dans d'autres aventures aux côtés de son ami. Kahedin est souvent décrit comme un personnage honorable, loyal et courageux. Il est également présenté comme un défenseur de la justice et de la paix, et il est prêt à se battre pour protéger les plus faibles.

## Lac

Blason imaginaire du roi Lac
(D'or à trois têtes de serpent de gueules, languées de sinople).

Le roi Lac est le père du chevalier Érec. Il règne sur le pays d'Outre Gales, ainsi que sur Caran, Rotelan et Montrevel. Il décède dans Érec et Énide de Chrétien de Troyes.

## Lucius Tiberius
Lucius Tiberius (parfois Lucius Hiberius, ou tout simplement Lucius) est un procurateur romain  apparaissant pour la première fois dans l'Historia regum Britanniae de Geoffroy de Monmouth. Dans certains passages de cet ouvrage, l'auteur lui confère le titre d'empereur. En tant que procurateur, il est considéré comme le  représentant de l'empereur Leo. Dans la plupart des versions postérieures à celle de Geoffrey de Monmouth, Lucius est empereur et l'empereur Leo n'est pas mentionné. Le personnage légendaire de Lucius apparaît dans des ouvrages plus tardifs, notamment anglais, tels que The Alliterative Morte Arthure et Le Morte d'Arthur de Thomas Malory. D'autres empereurs romains vaincus par le roi Arthur figurent également dans la littérature ancienne arthurienne française, notamment dans le cycle de la Vulgate.
Après la conquête de la Gaule, jusqu'alors dirigée par le tribun Frollo, les faits d'armes d'Arthur parviennent à Rome. Lucius demande à Arthur de lui rendre hommage et de le reconnaître comme son souverain et comme l'avait fait l'Angleterre depuis Jules César. Arthur refuse au motif que les rois britanniques (mythiques) Belinus et Brennius et le britannique Constantin le Grand avaient déjà tenu Rome en leur pouvoir. En représailles, Lucius rassemble des armées païennes d'Espagne et d'Afrique et envahit la terre des alliés d'Arthur sur le continent. À cette époque, Rome est le siège du christianisme mais apparaît plus corrompu et étranger aux préceptes chrétiens que les cours d'Arthur et de ses alliés. Arthur et ses alliés traversent la Manche pour le combattre et Lucius est vaincu. Selon Le Morte d'Arthur, Arthur devient alors empereur romain d'Occident.
Lucius est clairement un personnage de fiction mais on ignore si Geoffrey de Monmouth a emprunté ce personnage à la tradition ou s'il l'a complètement créé à des fins de propagande, comme c'est souvent le cas dans l'Historia Regum Britanniae. Beaucoup de personnages qui lui sont associés, tels que les rois d'Afrique et d'Orient qui se rangent à ses côtés, semblent être basés sur des personnalités contemporaines de Geoffrey de Monmouth. Geoffrey Ashe suppose qu'à l'origine, Lucius était identifié à Glycérius, dont le nom aurait été mal orthographié pour devenir "Lucerius" dans les textes antérieurs à la rédaction de l'Historia Regum Britanniae. Geoffrey de Monmouth aurait lui même mal orthographié ce nom pour donner "Lucius Tiberius / Hiberius". Une autre théorie proposée par Roger Sherman Loomis, suggère que Lucius est une forme du dieu Lugh, autrement désigné "Llwch Hibernus" et par déformation "Lucius Hiber(i)us".

## Lunete
Lunete est une servante de dame Laudine qui aide le chevalier Yvain à gagner le cœur de sa maîtresse et qui est ensuite secourue par lui dans Yvain ou le Chevalier au lion. Elle s'appelle Lunet dans le comte gallois Owein.

## Morfydd
Morfydd est la fille du roi Urien et la sœur d'Yvain. Elle apparaît uniquement dans les Triades galloises et le récit du Mabinogion Culhwch et Olwen. Une tradition populaire galloise aujourd'hui perdue relatait l'histoire d'amour entre Morfydd et Cynon ap Clydno (Calogrenant)[réf. nécessaire].

## Octa
Octa, ainsi nommé d'après Octa, roi de Kent au VIe siècle, est un envahisseur saxon qui apparaît dans l'Historia regum Britanniae de Geoffroi de Monmouth. Alors qu'Ambrosius Aurelianus lui donne des terres en Écosse à la mort de son père Hengist, il se révolte contre Uther Pendragon. Celui-ci l'emprisonne, mais Octa parvient à se libérer avec l'aide de son ami Ossa. Ensemble, ils envahissent l'Écosse et déclarent la guerre aux Bretons, mais ils sont mis en déroute puis tués par Lot d'Orcanie à Veralemen. Octa est cousin de Colgrin et de Balduf.

## Ossa
Selon l'Historia Regum Britanniae, Ossa un des chefs saxons, compagnon d'Octa avec qui il s'échappe de prison. En guerre contre Uther Pendragon, ils dévastent ensemble l'Écosse avant d'être battus et tués par Lot d'Orcanie.

## Pelleas
Pelleas ou Pellès est un des noms du Roi pêcheur, gardien du Graal à Corbenic, dans le « Palais Aventureux ». Dans d'autres versions, il s'appelle Amfortas. C'est sa fille Ellan qui porte le Graal dans le cortège.
Atteint d'une blessure incurable, symbole d'imperfection spirituelle qui lui vaut le surnom de « Roi Méhaigné », il vit dans un état crépusculaire alors que son pays dépérit, attendant la venue de Galaad, le chevalier rédempteur. Chez Chrétien de Troyes ou Robert de Boron, le roi Méhaigné et le roi Pêcheur ne font qu'un. Dans d'autres versions, Pellès est le frère du roi Pêcheur. Il est encore surnommé le « Roi de la Basse Gent » ou « Roi Ermite ». Dans Perlesvaus, il a un fils du nom de Joseu.
Il s'appelle Pellam de Listenois dans Le Morte d'Arthur de Thomas Malory, d'après une confusion avec Pellinor de Listenois.
Stephen R. Lawhead appelle Pelleas le fidèle compagnon de Merlin dans le Cycle de Pendragon.

## Pellinore

Blason imaginaire de Pellinor
(D’or semé de croisettes d’azur).

Pellinore est le nom de deux personnages dans les romans arthuriens.

### Pellinor de Listenois
Pellinor de Listenois est un roi gallois, père de Perceval, Lamorak, Agloval et Dornar. Dans certaines versions, il est élevé au rang de chevalier de la Table Ronde après ses deux fils.
D'après certains textes, le père de Perceval s'appelle Alain (ou Julain) le Gros.

### Pellinore d'Autice
Pellinore d'Autice est le vainqueur de la Bête glatissante et le père de Tor. Dans Le Morte d'Arthur, Pellinor défait en combat singulier le roi Arthur, dont il brise l'épée (qui sera remplacée par Excalibur), et plusieurs de ses chevaliers, dont Girflet. Sur les conseils de Merlin, Arthur renonce à se venger. Dans cet ouvrage, Pellinor est aussi le nom d'un chevalier qui joute avec Tristan.

## Rivalen
Rivalen (Rivalin, Rivoalen ou Riwallawn) est un personnage de l'histoire de Tristan et Iseut. Selon la légende, il est le père de Tristan et l'époux de Blanchefleur. Dans la version la plus courante de l'histoire, Rivalen est le roi de Loonois (ou Lyonnesse), un royaume parfois situé dans les îles Scilly, au large de la côte de Cornouailles en Angleterre, parfois identifié au Pays de Léon en Petite Bretagne. Il rencontre Blanchefleur, la soeur du roi Marc de Cornouailles, lors d'un tournoi et tombe amoureux d'elle. Ils se marient et Blanchefleur tombe enceinte de Tristan. Cependant, peu de temps après, Rivalen est tué par le duc Morgan.
La mort de Rivalen a un impact majeur sur l'histoire de Tristan et Iseut, car elle conduit au départ de Tristan de Bretagne et à son adoption par son oncle Marc. Dans les langues celtiques, son nom est un composé en *ri-vallo-, signifiant « le roi valeureux ».

## Silence
Silence est l'héroïne du Roman de Silence : son père Cador la fait élever comme un garçon, à cause d'une loi du roi d'Angleterre interdisant aux femmes d'hériter. En grandissant, elle hésite entre son désir de reprendre son identité originelle féminine et celui d'accepter son identité masculine qui lui confère plus de privilèges. Comme pour Avenable (voir plus haut), Merlin révèle sa véritable identité.

## Tom a'Lincoln
Tom a'Lincoln est un personnage du poème du XVIe siècle La Reine des fées d'Edmund Spenser. Il est le fils illégitime du roi Arthur et le père du Chevalier des Fées et du Chevalier Noir.

## Ulfin
Ulfin Ridcaradoc, apparu dans l'Historia Regum Britanniae, est un conseiller et confident du roi Uther Pendragon. Le roi lui ayant révélé son intention de conquérir Ygerne, il suggère à celui-ci de demander l'aide de Merlin, sachant la forteresse de Tintagel imprenable. Lorsque l'enchanteur donne au roi les traits de Gorlois pour tromper Ygerne, il donne à Ulfin l'apparence de Jordain, un proche du duc de Cornouailles. Par la suite, Ulfin soutien le parti d'Arthur, révélant le secret de sa conception.
Son nom est formé de la racine germanique ulf- (« loup »), mais il est aussi parfois appelé Ursin, du latin ŭrsus, partageant ainsi avec Arthur la référence à l'ours.

## Yvain
Yvain est le nom du héros du roman de Chrétien de Troyes Yvain ou le Chevalier au lion. Plusieurs autres personnages portent le même nom dans la littérature arthurienne.